# Чехов Павло Єгорович
Чехов Павло Єгорович (рос. Чехов, Павел Егорович; 1825 — 12 жовтня 1898) — купець третьої і потім другої гільдії, батько А. П. Чехова.

## Біографія
Чехов Павло Єгорович народився кріпаком у селі Ольховатка. Опанував грамоту в сільській школі, в церкві навчився співати і грати на скрипці. У шістнадцять років був викуплений батьком. Потім виявився приписаним до міщан в Ростові-на-Дону.
Займався перегоном худоби, а потім торгівлею, якої навчився в Таганрозі. Зібравши грошей, зміг вибитися в купці третьої гільдії. Пізніше зміг стати й купцем другої гільдії. Займався громадською діяльністю, в 1871 році був нагороджений медаллю.
У 1876 в Ростов прийшла залізниця. З цим (а також з будівництвом кам'яного будинку, яке з вини підрядника обійшлося занадто дорого), пов'язують розорення Павла Чехова. Йому довелося тікати в Москву (туди ж поїхала сім'я), і півтора року бідувати, поки він не знайшов місце конторника у купця І. Є. Гаврилова. Тринадцять з половиною років Павло Єгорович пропрацював на цьому місці.
З 1892 року жив у меліховському маєтку Антона Чехова. Там він наглядав за господарством, доглядав за садом, читав газети і вів щоденник.

## Смерть
Помер 12 жовтня 1898 року після невдалої хірургічної операції. Похований на Новодівичому кладовищі.

## Сім'я

### Батько
- Єгор Михайлович Чехов (1799—1879) — дід письменника Антона Павловича Чехова, селянин, який викупив себе і свою сім'ю із кріпосної залежності ще задовго до скасування кріпосного права, згодом — керуючий маєтком І. М. Платова.

### Мати
- Єфросинія Омелянівна Шимко (Чехова) (1804—1878) — бабуся А. П. Чехова, селянка, що перебувала в кріпосній залежності до 1841, Українка, з родини конярів.

### Діти
У 1854 Чехов Павло Єгорович одружився з Євгенією Яківною Морозовою (1835—1919).
- Чехов Олександр Павлович (1855—1913) — прозаїк, публіцист, мемуарист
- Чехов Микола Павлович (1858—1889) — художник
- Чехов Антон Павлович (1860—1904) — письменник, прозаїк, драматург
- Чехов Іван Павлович (1861—1922) — педагог
- Чехова Марія Павлівна (1863—1957) — художниця, педагог
- Чехов Михайло Павлович (1865—1936) — письменник, біограф А. П. Чехова